# Кассо, Рикки
Ричард Аллан Кассо — младший (англ. Richard Allan Kasso Jr, более известный как Рикки Кассо; 29 марта 1967, Хантингтон, штат Нью-Йорк — 7 июля 1984, тюрьма Suffolk County Jail, округ Саффолк, штат Нью-Йорк) — американский убийца, получивший национальную известность после убийства 17-летнего Гэри Лауэрса, совершенного 19 июня 1984 года на территории города Нортпорт (штат Нью-Йорк). Кассо совершил убийство Лауэрса с особой жестокостью в присутствии нескольких человек, которые все находились в состоянии наркотического опьянения. Согласно свидетельским показаниям и по версии следствия убийство имело под собой ритуальную подоплеку, что вызвало общественный резонанс в США и широкую огласку в СМИ. События, связанные с убийством, совершенным Рикки Кассо и история его жизни в последующие годы нашли отражение в массовой культуре США и оказали на неё существенное влияние.

## Биография
Рикки Кассо родился 29 марта 1967 года в городе Хантингтон, штат Нью-Йорк. Был старшим ребёнком в семье из четырёх детей. Имел трех младших сестер. После его рождения, семья переехала в город Нортпорт. Представители семьи Кассо на протяжении трех поколений проживали на территории Нортпорта. Его родители поженились в 1965 году. Оба его родителя являлись учителями, высококультурными людьми, вели законопослушный образ жизни, не имели проблем с законом и вредных привычек, отрицательно влияющих на быт, здоровье детей и благосостояние семьи в целом. Отец Рикки, Ричард Аллан Кассо — старший, после окончания школы окончил «Колгейтский университет» и на момент рождения сына работал в школе «Northport Junior High School» учителем истории и тренером школьной команды по американскому футболу. Мать Рикки — Линн Кассо после окончания школы окончила «Университет Лоуренс» на территории штата Висконсин и на момент рождения сына также работала учителем в школе «Northport Junior High School». В детстве Рикки Кассо отличался от других детей скромностью и трудностями концентрации и поддержания внимания, благодаря чему в младших классах у него была низкая успеваемость, однако большинство учителей и его знакомых характеризовали его в тот период крайне положительно.
Осенью 1977 года, будучи учеником 5-го класса, Кассо по совету старшего брата школьного друга впервые выкурил сигарету с марихуаной, после чего на протяжении последующих школьных лет начал экспериментировать с различными видами наркотических средств, таких как ЛСД и мескалин. Вскоре он начал страдать побочными эффектами вследствие употребления наркотиков. Осенью 1979 года на одном из уроков рисования Кассо, будучи в состоянии наркотического опьянения, убеждал одноклассника в том, что нарисованный им на листке бумаги дракон пришел в движение. В этот период Риики начал проявлять признаки антисоциальности, и его отношения с родителями резко ухудшились. Начиная с 5-го класса, Рикки по совету отца начал заниматься в школе спортом и в разные годы входил в школьную команду по американскому футболу и бейсболу. Он заслужил хорошую репутацию в команде, однако из-за увлечения наркотическими средствами выдающихся результатов в этих видах спорта он достичь не смог. В школьные годы у Кассо наиболее близкие отношения сложились с учеником по имени Джеймс Трояно, который учился классом старше, но, как и Рикки, являлся членом школьной команды по американскому футболу. Трояно был известен в округе своим агрессивным поведением. Джеймс заслужил в школе репутацию хулигана и неоднократно подвергался дисциплинарным взысканиям. Парни демонстрировали идентичную страсть к употреблению наркотических средств, не испытывали интереса к учебному процессу и являлись фанатами музыкальных групп, исполняющих музыку в жанре метал, вследствие чего вскоре стали близкими друзьями.
Будучи наркозависимыми, Кассо и Трояно начали много свободного времени проводить на улице среди сверстников, ведущих маргинальный образ жизни и страдающими наркотической зависимостью, благодаря чему Кассо и Трояно начали принимать такие тяжелые наркотики. Испытывая материальные трудности и пребывая в состоянии наркотической зависимости, Кассо в начале 1980 года начал совершать мелкие кражи. Зимой 1980 года Кассо совместно с пятью другими подростками был арестован по обвинению в совершении ограбления. После ареста родители Рикки обыскали его комнату в доме, нашли наркотические средства, после чего обратились в центр психологического консультирования и психотерапии, где на протяжении последующих нескольких месяцев они совместно с сыном посещали еженедельные групповые занятия с родителями других детей, где детям пытались оказать помощь по формированию новых ценностных ориентиров и убеждений. Однако осенью 1980 года Кассо бросил посещать центр психологического консультирования и психотерапии, он вступил в конфликт с родителями и сбежал из дома. Обладая харизмой и обаянием, в начале 1981 года Рикки завел множество знакомств с местными наркоторговцами, вследствие чего вскоре сам начал зарабатывать на жизнь продажей наркотических средств. В последующие годы Кассо заработал в округе репутацию мелкого наркодилера и стал известен в специфических кругах города под прозвищем «Кислотный Король» (англ. «Acid King»). С целью оградить его от такого образа жизни, летом 1981 года отец и мать Рикки отвезли его в город Аргайл (округ Вашингтон, штат Нью-Йорк), где семья провела летние каникулы, однако Рикки продолжал проявлять девиантное поведение, благодаря чему его отношения с отцом резко ухудшились.
Так как Кассо являлся фанатом музыкальных групп, исполняющих музыку в жанре метал, чья музыка в тот период пропагандировала образ Сатаны как символ могущества и свободы, Рикки совместно с друзьями увлекся сатанизмом. С начала 1980-х Рикки проводил много времени на одной из детских площадок, расположенных недалеко от центра города, где по вечерам собиралась местная молодежь и велась торговля таких наркотических средств, как мескалин, ЛСД и других. По версии следствия, Кассо и ряд его друзей и знакомых в этот период стали членами своеобразного культа под названием «Рыцари Чёрного Круга», который был сформирован в конце 1970-х, и по версии следствия будучи членами культа в дальнейшем проводили ритуалы с жертвоприношениями животных в местных лесах.
В начале 1982 года, будучи учеником 9-го класса школы «Northport High School», Рикки Кассо стал проявлять агрессивное поведение по отношению к другим ученикам. Он пять раз подвергался дисциплинарным взысканиям за драки с одноклассниками и один раз за совершение кражи у одного из учителей. В конечном итоге его успеваемость и дисциплина упали окончательно, вследствие чего в марте того же года Кассо был исключен из школы. В апреле того же года при содействии своих родителей Рикки был зачислен в одну из частных школ, расположенной недалеко от деревни «Лейк-Плэсид» (штат Нью-Йорк). Однако в день поступления в учебное заведение, Кассо снова сбежал из дома. Он вернулся домой через 17 дней, однако к тому времени администрация учебного заведения узнав о причине его отсутствия отказала его родителям в зачислении Рикки. В этот период Джеймс Трояно трижды подвергался арестам за совершение краж. В одном из эпизодов он был признан виновным, но был условно осужден с установлением испытательного срока в виде 5 лет. Летом того же года отец Рикки застал его за разговором по телефону, во время которого Рикки договаривался о продаже наркотических средств с одним из покупателей, после чего между Рикки и его отцом произошла ссора, которая переросла в драку, в ходе которой Ричард Кассо — старший на глазах очевидцев избил сына, выгнал его из дома на улицу и запретил ему появляться на пороге дома. Последующие несколько месяцев Кассо провел на улице, ночуя у друзей и знакомых.
В этот период он познакомился с ветераном войны во Вьетнаме по имени Пэт Туссент, который проявлял интерес к познанию метафизики и различных оккультных наук, благодаря чему он и Рикки вскоре стали друзьями. Туссет являлся приверженцем сатанизма, носил серебряное колье с пентаграммой и подарил Рикки книгу «Сатанинская библия». Будучи ветераном войны, Туссент страдал посттравматическим стрессовым расстройством, благодаря чему наблюдался у врача и имел рецепт на приобретение «Хлордиазепоксида», после чего начал продавать его в обмен на наркотики Кассо, а Рикки в свою очередь заслужил репутацию торговца психотропными седативными препаратами. В конце 1982 года психическое состояние Кассо резко ухудшилось, после чего он добровольно обратился в центр психологического консультирования и психотерапии. После оказания помощи, в начале 1983 года Рикки вернулся домой. Его родители определили его в коррекционный класс школы «Commack High School», которую он бросил через несколько месяцев занятий. После очередного конфликта с родителми он в очередной раз сбежал из дома, но был вскоре арестован полицией по обвинению в антиобщественном поведении.
22 марта 1983 года Рикки Кассо был помещен в психиатрическую клинику «South Oaks Hospital», расположенную в городе Амитивилл (штат Нью-Йорк). Во время пребывания в клинике, Кассо совершил попытку самоубийства, пытаясь повеситься на своем свитере. По результатам медицинского освидетельствования ему был поставлен диагноз биполярное аффективное расстройство и назначен курс лечения. На протяжении 11 недель пребывания в клинике, Кассо совершил пять успешных побегов, но после каждого побега он каждый раз попадался сотрудникам полиции и принудительно возвращался обратно на территорию учреждения. В одном из эпизодов он украл из магазина краску для волос и с целью изменения внешности покрасил свои волосы в светлый цвет, но был опознан знакомыми и вскоре обнаружен. В конечном итоге, пройдя курс лечения, в конце мая 1983 года он был отпущен на свободу и вернулся домой к родителям, однако к тому времени его свобода была крайне ограничена. Отец и мать Рикки запретили ему находиться на улице и в общественных местах в определённое время суток, не давали разрешения носить определённые виды одежды и регулярно водили к парикмахеру, вследствие чего Кассо снова вступил с ними в конфликт. Во время одной из ссор с матерью он имитировал попытку самоубийства, после чего его мать в приступе гнева снова выгнала его из дома и запретила ему появляться на пороге дома. Несколько последующих недель Кассо совместно с Джеймсом Трояно проживал в съемной квартире. В июне того же года Трояно был арестован по обвинению в совершении кражи на территории штата Флорида. Он был экстрадирован на территорию округа Саффолк, где ему были предъявлены обвинения в нарушении положений испытательного срока, после чего Джеймс был осужден и получил в качестве уголовного наказания 1 год лишения свободы, которое он отбывал в окружной тюрьме «Suffolk County Jail».
После ареста и осуждения Джеймса, Кассо покинул съемную квартиру и нашел жилье в сарае, который располагался на заднем дворе дома одной из его подруг. В июне 1983 года Кассо в очередной вернулся домой к родителям, после чего семья, воссоединившись на некоторое время покинула Нортпорт и отправилась снова в Аргайл, где провела летние каникулы. Однако после возвращения в Нортпорт Кассо снова начал употреблять наркотики и ушел из дома. Последние месяцы 1983 года и первые месяцы 1984 года Кассо провел на улице города, ночуя в заброшенных зданиях, в салонах чужих незапертых машин и на территории леса имевшим название «Aztakea Woods», где он вырыл себе некое подобие землянки. В январе 1984 года он снова обратился в центр психологического консультирования и психотерапии, где в ходе разговора со знакомым специалистом выразил желание изменить образ жизни, вернуться в школу и излечиться от наркотической зависимости. При содействии специалистов он в очередной раз вернулся домой к родителям, где у него были выявлены проблемы со здоровьем из-за бродяжнического образа жизни. Родители Рикки отвезли его в больницу, где в ходе медицинского освидетельствования ему был поставлен диагноз бронхиальная астма. После прохождения курса лечения и выздоровления Кассо был зачислен в одно из учебных заведений, расположенных в соседнем городе, где он посещал занятия на протяжении нескольких последующих недель.
В феврале 1984 года из-за прогула занятий у него снова произошла ссора с родителями, после которой он собрал вещи и ушел из дома. В это время он начал употреблять наркотическое вещество фенциклидин, более известное в среде наркозависимых под жаргонным названием «ангельская пыль», которое завоевало популярность среди местных наркоманов. Кассо стал одним из первых наркодилеров в Нортпорте, который начал совершать поездки в отдаленные южные районы Бронкса с целью покупки крупных партий «ангельской пыли» и последующего его распространения на территории Нортпорта. Одним из близких друзей Кассо в период отсутствия Джеймса Трояно стал 17-летний Гэри Лауэрс. Также как и Кассо, Лауэрс вырос в социально-благополучной обстановке. В школьные годы он пытался заниматься спортом и в разное время выступал за школьную команду по американскому футболу и бейсболу, но не достиг успехов ни в одном из этих видов спорта. Имея субтильное телосложение и низкие морально-волевые качества, в школьные годы Лауэрс часто подвергался физическим нападкам других учеников, благодаря чему имел репутацию социального изгоя в округе и будучи подростком начал употреблять наркотические средства. Он являлся одноклассником Рикки Кассо, но не входил в число его близких друзей. Лауэрс не обладал общей способностью к обучаемости, вследствие чего весной 1983 года из-за хронических прогулов и неуспеваемости также бросил школу N«orthport High School» и начал вести бродяжнический образ жизни.
В феврале 1984 года Кассо, Лауэрс и ряд других их общих знакомых стали проводить вечера на одном из кладбищ Нортпорта, где они слушали музыку, рассуждали о сатанизме, употребляли алкогольные напитки и наркотические вещества. Один из знакомых Кассо — 16 летний Рэнди Гентлер утверждал что совместно с другом вскрыл одно из захоронений на кладбище, после чего похитил череп, кости рук, которые затем продал одному из знакомых за большое вознаграждение, после чего Кассо также заявил о намерении раскопать одну из могил на кладбище с целью похитить кости человеческого скелета для совершения ритуала, который он намеревался провести в доме печально известного массового убийцы Рональда Дефео для чтобы войти в контакт с потусторонними силами. В марте того же года Рикки Кассо в присутствии четырёх свидетелей, среди которых находился Лауэрс, раскопал старое захоронение, в котором не обнаружилось никаких останков. Преступники не соблюдали политику конфиденциальности, благодаря чему о совершении преступления вскоре были проинформированы уличные осведомители, которые в апреле того же года обратились в полицию, после чего 24 апреля 1984 года по обвинению в надругательстве над телами умерших и местами их захоронения Рикки Кассо был арестован. Во время ареста, у Кассо был изъят бумажный листок, содержащий список самых высокопоставленных демонов в адской иерархии, который он обнаружил в одной из книг, посвященных изучению демонологии. Поскольку не было никаких доказательств того, что Рикки похитил что-нибудь из могилы, обвинение в совершении надругательства над телами умерших с него было снято. Ему было предъявлено обвинение в нарушении общественного порядка, но он был отпущен на свободу, так как суд должен был состояться 18 июня 1984 года.
В мае из-за ухудшения физического состояния вследствие уличного образа жизни Кассо снова обратился в больницу. У него были выявлены признаки воспаления легких, после чего он связался с родителями, которые отвезли его в больницу «Long Island Jewish
Medical Center’s Schneider Children’s Hospital», где у него была диагностирована пневмония. Ему был назначен курс лечения и проведено психиатрическое освидетельствование, по результатам которого он был признан вменяемым и не представляющим опасности для общества, вследствие чего несмотря на протесты его родителей, он был выписан 5 мая того же года и отправлен домой. Последующие несколько недель Кассо прожил в доме своих родителей, но в этот период вышел на свободу Джеймс Трояно, получив условно-досрочное освобождение, после чего Рикки покинул дом и продолжил совместно с Трояно вести бродяжнический образ жизни. Кассо не испытывал материальных трудностей, так как зарабатывал на жизнь наркоторговлей, но после того как весть об его аресте за надругательством над местом захоронения распространилась по городу, он заслужил репутацию социального изгоя, благодаря чему большинство из его знакомых отказывали ему в предоставлении места для ночлега.
В начале июня 1984 года Кассо большую часть свободного времени проводил с Джеймсом Трояно, который после освобождения из тюрьмы также испытывал проблемы с жильём, вследствие чего Джеймс и Рикки вынуждены были ночевать в заброшенных домах и в салоне автомобиля, который принадлежал одному из их общих знакомых. Некоторое время Кассо проживал в доме своего друга детства Мэтью Карпентера. Вследствие наркотической зависимости, Кассо имел проблемы с аппетитом, благодаря чему потерял больше 20 кг своего веса. Его физическое состояние снова ухудшилось и он начал проявлять признаки антисоциального расстройства личности, а его отношения с родителями окончательно испортились после того как они устроили около дома т. н. гаражную распродажу, выставив в качестве товара одежду Рикки и его личные вещи, что вызвало его гнев.
Рано утром 18 июня 1984 года Рикки Кассо позвонил домой матери с просьбой о присутствии на суде, где должно было состояться судебное заседание по обвинению Рикки в нарушении общественного порядка, на что она ответила согласием. Мать Рикки разрешила вернуться ему домой, где он принял душ и сменил одежду, после чего в сопровождении родителей явился в суд. Он не признал себя виновным в инкриминируемых ему деяниях. По окончании заседания, Кассо отпустили из зала суда, но обязали явиться на следующее судебное заседание, дата которого была ещё не определена. Вечером того же дня между ним и его отцом произошла очередная ссора, в ходе которой отец высадил его из своего автомобиля в центре города, дал несколько долларов и попросил больше не беспокоить ни одного из членов семьи.

## Убийство Гэри Лауэрса
В конце июня 1984 года в Нортпорте среди местной молодежи стали распространяться слухи об убийстве 17-летнего Гэри Лауэрса. 1 июля 1984 года в полицию города Нортпорт был совершен анонимный звонок. Звонившей оказалась молодая девушка, которая отказалась назвать свое имя, но заявила о том, что на территории лесистой местности Нортпорта, имевшей название «Aztakea Woods» захоронено тело Лауэрса. На следующий день в полицию позвонила женщина из города «Дикс Хиллс», которая заявила что одна из учениц местной школы по имени Джин Уэллс, которая проводила выходные в Нортпорте, по приезде в «Дикс Хиллс» также стала распространять слухи, что в лесах «Aztakea Woods» был убит и похоронен 17-летний Гэри Лауэрс. После получения этой информации полицией Нортпорта были организованы поиски Лауэрса, которые окончились безуспешно. Мать Гэри — Ивонн Лауэрс заявила полиции, что в последний раз видела сына в середине июня 1984 года, но не подавала никаких заявлений о его исчезновении, так как Гэри вел бродяжнический образ жизни и прежде мог отсутствовать дома по несколько недель. В ходе анализирования информации об убийстве, полицией вскоре была найдена и допрошена Джин Уэллс, которая свидетельствовала о том, что информацию об убийстве Лауэрса она услышала от Джеймса Трояно, который состоял в романтических отношениях с одной из её подруг, с которой Уэллс проводила выходные в Нортпорте. Согласно её свидетельствам, Трояно во время разговора заявил, что убийство совершил Рикки Кассо в присутствии его и их общего знакомого по имени Альберт Куинон. Джин Уэллс ранее проживала в Нортпорте и по стечению обстоятельств была знакома с Кассо и Гэри Лауэрсом.
Несмотря на то, что показания девушки были подвергнуты сомнению и ей было предложено пройти тестирование на полиграфе, полицией города в течение последующих дней была организована операция с участием кинологов по поиску трупа, которая в конечном итоге окончилась успешно. Скелетированные останки Гэри Лауэрса с почти полностью отделенным черепом были обнаружены в неглубокой могиле на территории лесистой местности 4 июля 1984 года, после чего Рикки Кассо, Джеймс Трояно и Альберт Куинон были объявлены в розыск. Вечером того же дня был арестован 17-летний Альберт Куинон. Во время допроса Куинон отказался давать показания и выдержал моральное давление, после чего по прошествии двух часов с момента ареста — его вынуждены были отпустить. В этот же период Кассо и Трояно были замечены на вечеринке у их общего знакомого, организованной в честь празднования «Дня независимости США», где Рикки и Джеймс приняли большое количество наркотических средств и алкогольных напитков, после чего уехали на автомобиле марки «Pontiac». Рикки Кассо и Джеймс Трояно были арестованы рано утром 5 июля в салоне автомобиля, принадлежавшему их другу после того как в полицию позвонила женщина, которая заявила что напротив её дома припарковался неизвестный ей автомобиль, в котором спят двое неизвестных ей подростков. Оказавшись в полицейском участке Джеймс Трояно подвергся допросу.
В ходе допроса Трояно заявил, что конфликт между Рикки Кассо и Гэри Лауэрсом произошел 21 апреля 1984 года после того, как Кассо на одной из вечеринок будучи в состоянии наркотического и алкогольного опьянений заснул и был ограблен Лауэрсом, который похитил из карманов его куртки 10 пакетиков «ангельской пыли». Узнав об этом на следующий день, Кассо в течение последующих месяцев подвергал Лауэрса физическим нападкам и угрозам требуя вернуть деньги, вследствие чего Гэри в конечном итоге вернул Рикки 5 пакетиков «ангельской пыли» и обещал заплатить 50 долларов за остальные 5 пакетиков. Согласно свидетельствам Джеймса, вечером 18 июня он встретился с Рикки Кассо, Куиноном и Лауэрсом, который принес Рикки 20 долларов из той суммы, которую он обязался ему выплатить после кражи. Парни отправились в магазин, где приобрели пончики и сигареты. Раздобыв наркотические средства и бумбокс, Кассо предложил им всем организовать некое подобие вечеринки в лесистой местности, куда вскоре они отправились. Трояно настаивал на том, что во время пути в лес Куинон признался ему в том, что Кассо в отместку за несвоевременную уплату долга собирается убить Лауэрса. Джеймс заявил, что во время пути в лес Рикки заметил каркающих ворон, улыбнулся, повернулся к ним и произнес примерно следующее :
«Сатана с нами».
Согласно показаниям Джеймса, примерно в 11 часов вечера 18 июня, в лесу, на небольшой поляне недалеко от гравийной дороги, парни совершили несколько безуспешных попыток разжечь костер, после чего Кассо начал принуждать Гэри к тому, чтобы он пожертвовал для розжига костра свои носки, нижнее белье и ряд других вещей. В конечном итоге Лауэрс согласился пожертвовать носки и рукава своей джинсовой куртки, позже обвинив Рики в попытке спровоцировать его на драку. Некоторое время согласно свидетельствам Джеймса, парни слушали музыку и принимали наркотики, такие как ЛСД и «ангельскую пыль». Ранним утром 19 июня после того как Лауэрс и остальные члены компании впали в состояние тяжелого наркотического опьянения, между Кассо и Лауэрсом возни конфликт, вследствие чего между ними произошла драка, во время которой Кассо нанес Лауэрсу несколько ударов с помощью ножа, от последствий которых Гэри потерял сознание. На протяжении нескольких часов с начала нападения, Лауэрс несмотря на ранения и кровопотерю, периодически приходил в сознание, после чего Кассо продолжал наносить ему удары ножом. По свидетельству Джеймса Трояно, в какой-то момент Кассо попытался принудить тяжелораненного Лауэрса произнести следующие слова «Скажи, что любишь Сатану», однако Лауэрс отказался, после чего Кассо подверг его пыткам, во время которых тот согласился произнести требуемые слова, после чего снова потерял сознание. Джеймс утверждал, что через несколько минут Кассо, решив что Лауэрс мертв оттащил его тело вглубь кустарника, но Гэри неожиданно в очередной раз пришел в сознание, сел на землю и отчетливо произнес «Я люблю тебя, мама», после чего согласно показаниям Трояно, Рикки пришел в гнев от увиденного и услышанного, вернулся к Лауэрсу, повалил его на землю и нанес ему несколько ударов ножом в область лица, вырезав при этом ему оба глаза, после чего Гэри Лауэрс умер. В общей сложности Гэри Лауэрс получил от 17 до 36 ножевых ранений в область груди, спины и лица. После смерти Гэри, Кассо и Трояно оттащили труп в заросли кустарника, где накрыли его листьями и небольшими ветками, после чего покинули место преступления. Мотивом совершения убийства по мнению Трояно была личная неприязнь Рикки по отношению к Лауэрсу и побуждение наказать за его неповиновение и морально неправильное поведение вследствие несвоевременной оплаты долга.
Во время драки с Лауэрсом Рикки потерял свое ожерелье с печатью бафомета, которое в темноте он так и не смог найти. Трояно отказался признать свою причастность к совершению убийства и настаивал на том, что он наряду с Альбертом Куиноном был всего лишь свидетелем преступления. После совершения убийства парни отправились в дом Альберта Куинона, где Кассо принял душ, сменил одежду и отправился в гавань, где выбросил в её воды орудие убийства согласно утверждениям Джеймса Трояно. Трояно отказался признать факт постмортальных манипуляций над головой трупа Лауэрса. Он заявил, что рано утром 30 июня он совместно с Кассо посетил место убийства с целью захоронения тела убитого, однако к тому времени тело находилось уже в крайней степени разложения, вследствие чего согласно свидетельствам Джеймса, во время сброса останков в вырытую могилу, череп отделился от шейных позвонков из-за малого количества плоти в области шеи.
Альберт Куинон, который повторно был арестован после арестов Трояно и Кассо, будучи в полицейском участке изложил офицерам полиции другую версию относительно событий, при которых было совершено убийство Лауэрса. В изложении Куинона следовало, что убийство совершил Рикки Кассо по приказу Джеймса Трояно, который потребовал чтобы Кассо перерезал горло Лауэрсу и отрезал ему голову. Куинон также настаивал на том, что не принимал участия в совершении убийства, а являлся всего лишь его свидетелем. Он признал факт того, что после совершения убийства разрешил Рикки принять душ в ванной его дома и одолжил ему чистую рубашку. После допроса Куинона, Джеймс Трояно был этапирован из окружной тюрьмы в лес «Aztakea Woods» для проведения следственного эксперимента, целью которого было воспроизведение опытным путём действий, обстановки и других обстоятельств, связанных с убийством.
В это время был допрошен Рикки Кассо. Во время допроса Кассо признался в совершении убийства Гэри Лауэрса. Он полностью подтвердил версию событий, изложенную Альбертом Куиноном и заявил, что Трояно принимал участие в убийстве и предложил отрезать ножом голову Гэри. Согласно заявлениям Кассо, во время нападения Лауэрс оказал ожесточенное сопротивление, во время которого ему удалось несколько раз ударить Рикки, вследствие чего он выронил нож. В этот момент Лауэрса завалил на землю Трояно, который нашел нож и подал его Рикки после чего удерживал Лауэрса на земле, в то время как Кассо наносил удары ножом в тело жертвы. Рикки настаивал на том, что в общей сложности нанес Гэри более 40 ударов ножом и после убийства в течение последующих дней возвращался к телу жертвы четыре раза. Кассо заявил что спланировал убийство Лауэрса за несколько дней до его совершения и посвятил в его планы Трояно и Куинона непосредственно вечером 18 июня перед встречей с Гэри, тем самым дискредитировав первоначальные показания Джеймса Трояно. Рикки утверждал, что после совершения убийства в течение последующих дней показал труп Гэри Лауэрса как минимум шести своим знакомым. Для того чтобы избежать разоблачения и последующего тюремного заключения, Кассо и Трояно планировали завербоваться в армию США и таким образом покинуть территорию штата Нью-Йорк. 28 июня они явились на призывной пункт, но после прохождения тестов им было отказано в зачислении из-за отсутствия аттестата о среднем образовании, после чего Кассо планировал уехать Нортпорта и затеряться на просторах штата Калифорния. В качестве мотива совершения убийства Кассо указал личную неприязнь по отношению к Лауэрсу, потому как по его мнению своим образом жизни и деструктивным поведением убитый вызывал антипатию у большинства своих знакомых.
Узнав о показаних Кассо, Трояно изменил свои первоначальные показания, он признал свою причастность к совершению убийству и признал тот факт, что прилагал усилия для того чтобы обездвижить жертву во время нападения. Он уточнил что после того как Лауэрс получил первые ножевые ранения, он попытался сбежать из леса, но он и Рикки догнали его, после чего Джеймс помог другу оттащить Гэри из зарослей кустарника обратно к костру, где он и Рикки нанесли ему несколько ударов ногами. Джеймс опроверг заявление Рикки о том, что он посоветовал ему разрезать горло Лауэрсу и совершить попытку с помощью ножа отделить его голову от тела. Трояно настаивал на том, что во время захоронения останков убитого, череп Лауэрса отделился от тела без их участия и некоторое время лежал на краю могилы, после чего Кассо ударом ноги пнул его в могилу и засыпал могилу землей и ветками.
Несмотря на то, что Кассо, Трояно и большая часть их знакомых отрицали факт проведения жертвоприношений и членство в культе, после убийства Лауэрса полицией в беседке, где проводил вечера Кассо и многие его друзья — было обнаружено множество нарисованных краской символов, таких как пентаграммы, крест святого Петра, логотипы музыкальных групп «Black Sabbath» и Оззи Осборна, тескт ряда песен которого в тот период был посвящен сатанинской одержимости.
Шеф полиции Нортпорта Роберт Ховард впоследствии утверждал, что в своих показаниях Кассо частично подтвердил, что убийство Лауэрса носило под собой ритуальную подоплеку. Так по его словам, во время допроса Рикки вспомнил, что незадолго до того момента, как Лауэрс умер, он услышал карканье ворон и воспринял это событие как аномальное явление, символизирующее благосклонность сатаны к совершенному убийству. Также по версии следствия, сожжение носков и рукавов джинсовой куртки Гэри Лауэрса — являлось часть ритуала жертвоприношения, несмотря на то что Кассо, Джеймс Трояно и Альберт Куинон это всячески отрицали и настаивали на то, что убитый сам пожертвовал этой одеждой в целях разжигания костра, а костер был разожжен для теплоты и света.

## Смерть
После ареста Рикки Кассо содержался под стражей в окружной тюрьме «Suffolk County Jail», расположенной в городе Риверхед, где рано утром 7 июля 1984 года был найден повешенным в своей камере с помощью веревки, сделанной из простыни. Кассо содержался в одиночной камере и был изолирован от остальных заключенных. Во время расследования инцидента, охранник утверждал что после полуночи, примерно в 00.30  7 июля, во время обхода камер, он обнаружил Кассо спящим в своей камере, однако через полчаса он был уже обнаружен повешенным. Так как следов борьбы и присутствия посторонних личностей на месте смерти Рикки Кассо найдено не было, инцидент был впоследствии признан самоубийством.
Во время содержания в окружной тюрьме Рикки Кассо не выражал раскаяния в содеянном, однако его мать впоследствии утверждала, что за день до смерти во время телефонного разговора между ними, Рикки извинился перед ней за совершенные деяния, раскаялся в содеянном и заявил, что совершил убийство из-за проблем с самоконтролем вследствие наркотического опьянения.

## Последующие события
В середине июля 1984 года Джеймсу Трояно на основании его признательных показаний было предъявлено обвинение в совершении убийства второй степени. Альберт Куинон сумел заключить с прокуратурой соглашение. В обмен на иммунитет от судебного преследования он согласился стать основным свидетелем обвинения на предстоящем судебном процессе Джеймса Трояно и дать показания против него. В последующие месяцы Трояно отказался от своих признательных показаний и свою вину в причастности к убийству Лауэрса не признал.
Судебный процесс открылся 5 апреля 1985 года. 11 апреля в качестве свидетеля обвинения выступил Альберт Куинон, который неожиданно изменил свои первоначальные показания, данные им во время следствия и дал противоречивые сведения о событиях, связанных с убийством 17-летнего Гэри Лауэрса. Под перекрестным допросом адвоката Трояно — Эрика Найбурга, Куинон не мог вспомнить подробности и последовательность событий в ночь убийства. На суде Альберт Куинон заявил, что Трояно не оказывал никакой помощи Кассо во время убийства Лауэрса, а все действия и манипуляции с телом убитого Кассо совершал в одиночку. Он не смог назвать точное количество ударов ножом, которые нанес убитому Рикки Кассо и период времени, в течение которого это все происходило. В конечном итоге показания Альберта Куинона были подвергнуты сомнению, после того как он признал что во время совершения убийства находился в состоянии тяжелого наркотического опьянения и выражал уверенность в том, что деревья в лесу в момент смерти Лауэрса пришли в движение.
Признательные показания Рикки Кассо, касающиеся причастности Джеймса Трояно к совершению убийства, в связи с его смертью не были приняты в качестве доказательства виновности Трояно. Так как признательные показания Трояно были частично опровергнуты Альбертом Куиноном, единственным свидетелем убийства, в конечном итоге 26 апреля 1985 года вердиктом жюри присяжных заседателей был оправдан за непричастностью к совершению убийства Лауэрса.

## В массовой культуре
Первоначальные сообщения полиции о том, что Гэри Лауэрс был зарезан в ходе сатанинского ритуала, вызвали небывалую огласку в СМИ и небывалый общественный резонанс. В последующие месяцы множество средств массовой информации в самых разнообразных вариациях описывали Рикки Кассо как подростка, распевающего куплеты из текстов сатанинских обрядов у костра, перед тем как принести в жертву Гэри Лауэрса. Несмотря на то, что доказательств этому впоследствии не нашлось, Рикки Кассо и события в Нортпорте получили национальную известность в США, так как преступление было совершено в период небывалой моральной паники в стране относительно существования масштабного сатанинского заговора с совершением ритуальных убийств людей и десятками тысяч жертв, более известной как «Сатанинская паника». Этот инцидент в очередной раз поднял волну споров об ужесточении контроля над оборотом наркотических средств и усилении борьбы с преступлениями, которые совершаются несовершеннолетними. Убийство также вызвало новую дискуссию о влиянии на подростков различных хэви-метал-рок-групп, чья музыка, одежда и реклама пропагандировали ряд оккультно-религиозных представлений, в которых образ Сатаны трактовался как символ могущества и свободы. Во время ареста Рикки Кассо был одет в футболку с изображением дьявола и логотипом популярной хэви-метал-рок-группы «AC/DC», текст одной из самых известных песен которой на тот момент «Hells Bells» включал такие строчки : «Сатана достанет тебя!» (англ. «Satan get you») , и «Ты ещё молод, но ты умрешь!» (англ. «You’re only young, but you’re gonna die»).
В ноябре 1984 года журнал «Rolling Stone» опубликовал статью, посвященную этому делу, состоящую из фрагментов интервью, которые в ходе журналистского расследования дали друзья и знакомые Рикки Кассо, Гэри Лауэрса и Джеймса Трояно.
История жизни Рикки Кассо и события, произошедшие в Нортпорте летом 1984 года стали объектом исследований для ряда авторов. После смерти Кассо были выпущены несколько книг о биографии преступника. В 1987 году вышла книга Дэвида Сент-Клера «Скажи что ты любишь Сатану» (англ. «Say You Love Satan»). Произведение не получило большой популярности у широкой аудитории. В 2018 году была опубликована книга «Кислотный король» (англ. «The Acid King»)под авторством Джесси П. Поллака. Книга представляет собой документальный рассказ о жизни Рикки и убийстве Лауэрса, содержащий интервью с их друзьями, членами семей и следователями, которые работали над этим уголовным делом.
- В 1985 году был снят первый документальный фильм об убийстве Гэри Лауэрса, который был показан в телепрограмме 20/20 на телеканале ABC.
- В октябре 1988 года на экраны вышел эпизод ток-шоу «Geraldo» под названием «Devil Worship: Exposing Satan’s Underground» посвящённый расследованию ритуальных убийств, которые совершаются несовершеннолетними и влиянии на восприятие подростков философии песен различных хэви-метал-рок-групп, в котором телеведущим Херальдо Ривера и гостями его телепередачи наряду с другими преступлениями в частности обсуждалось убийство, совершенное Рикки Кассо. Данный эпизод впоследствии приобрел статус культового[15][16][17][18][19].

- В 2000 году режиссёром Скоттом Хиллером был снят документальный фильм «Сатана в пригороде» (англ. «Satan in the Suburbs»). Фильм был примечателен появлением Джеймса Трояно, который впервые за 16 лет после убийства Гэри Лауэрса дал интервью[20].

- В 2012 году на телеканале «The Biography Channel» был показан эпизод сериала «Оккультные убийцы» (англ. «Occult Killers») под названием «Дети-убийцы» (англ. «Killer kids»), основанный на биографии Рикки Кассо и убийстве Гэри Лауэрса. показывающий убийство Лауэрса[21].

- В ноябре 2021 года был выпущен документальный фильм «Кислотный король» (англ. «The Acid King»), основанный на сюжете книги Джесси Поллака, который в процессе создания фильма стал одним из его сценаристов[22].

Помимо документальных фильмов, в разные годы было снято несколько художественных фильмов, основанных на убийстве, который совершил Рикки Кассо.
- В 1985 году режиссёрами Томми Тернером и Дэвидом Войнаровичем был снят художественный фильм «Где обитает зло» (англ. «Where Evil Dwells»). В роли Кассо снялся актёр Скотт Вернер[23].
- В 1994 году на экраны вышел художественный фильм режиссёра Джима Ван Веббера под названием «Мой милый сатана» (англ. «My Sweet Satan»). Режиссёр фильма исполнил главную роль Рики Касслина, прототипом которого послужил Рикки Кассо[24].
- В 1997 году режиссёром Мэттью Карнаханом был снят художественный фильм «Мальчики из чёрного круга» (англ. «Black Circle Boys»). Сюжет фильма основан на событиях, происходивших в Нортпорте. Протагонист фильма по имени Шейн Карвер в исполнении Эрика Мабиуса основан на личности Рикки Кассо, но сюжет фильма в целом далек от событий происходивших в реальности[25].

- В 2000 году режиссёром Питером Филарди был снят фильм «Рики 6» (англ. «Ricky 6»). Роль Рики Коуэна, персонажа, основанного на личности Рикки Кассо, исполнил актёр Винсент Картайзер[26].

Рикки Кассо и события, происходившие в Нортпорте летом 1984 года упоминаются в песнях «Satan Is Boring» в исполнении группы Sonic Youth; в песне «0-0 (Where Evil Dwells)» в исполнении группы Fear Factory; в песне «Cryin' Shame» в исполнении музыкальной группы Faster Pussycat; в песне «Psychedelic Sacrifice» в исполнении группы The Electric Hellfire Club; в песне «True Believer» в исполнении музыкальной группы Testament;в песне «Catacomb Kids», которую исполнил рэпер Aesop Rock; Американский рэпер и продюсер Илл Билл посвятил Рикки Кассо две песни «Severed Heads of State» и
«Ricky Kasso», которые были выпущены в 2012 и 2013 годах соответственно.
Помимо этого, гитаристка Лори Кровер, более известная как Лори С., в 1993 году на территории города Сан-Франциско вместе с барабанщиком Джои Осборном и басистом Петером Лукасом основала музыкальную группу, играющей музыку в жанре стоунер-рок и дум-метал. В качестве названия участники группы выбрали прозвище Рикки Кассо «Acid King», которому в период с 1993 года по 1999 год посвятили 6 песен из своего творчества.